# 고창군 갑
고창군 갑은 대한민국의 옛 국회의원 선거구이다. 당시 전라북도 고창군의 일부 지역을 관할했다.

## 역사
제헌 국회의원 선거를 앞두고 고창군의 일부 지역을 관할하는 선거구로 신설되었다. 신설 당시 고창군 고창면, 고수면, 무장면, 공음면, 상하면, 성송면, 대산면을 관할했다.
제6대 국회의원 선거를 앞두고 고창군 갑, 을 선거구가 통합되면서 고창군 단독 선거구를 이루게 됨에 따라 폐지되었다.

## 역대 국회의원
| 선거   | 정당 | 정당   | 의원   |
| ------ | ---- | ------ | ------ |
| 1948년 |      | 무소속 | 김영동 |
| 1950년 |      | 무소속 | 김수학 |
| 1954년 |      | 무소속 | 정세환 |
| 1958년 |      | 무소속 | 정세환 |
| 1960년 |      | 민주당 | 류진   |

## 역대 선거 결과

### 대한민국 제헌 국회의원 선거
|  | 27.66% |

|  | 23.16% |

|  | 21.62% |

|  | 20.58% |

|  | 6.95% |

### 대한민국 제2대 국회의원 선거
|  | 31.54% |

|  | 21.59% |

|  | 13.93% |

|  | 11.30% |

|  | 8.96% |

|  | 6.80% |

|  | 3.28% |

|  | 2.56% |

|  | 0% |

|  | 0% |

### 대한민국 제3대 국회의원 선거
|  | 33.27% |

|  | 32.47% |

|  | 14.17% |

|  | 8.66% |

|  | 4.48% |

|  | 3.58% |

|  | 3.35% |

### 대한민국 제4대 국회의원 선거
|  | 32.28% |

|  | 30.37% |

|  | 28.53% |

|  | 8.80% |

|  | 0% |

### 대한민국 제5대 국회의원 선거
|  | 25.99% |

|  | 25.92% |

|  | 16.74% |

|  | 14.76% |

|  | 8.56% |

|  | 7.99% |